# Las Mujeres Ya No Lloran
Las mujeres ya no lloran é o décimo segundo álbum de estúdio da cantora colombiana Shakira. O seu lançamento aconteceu em 22 de março de 2024, através da gravadora Sony Music Latin. O disco marca seu primeiro lançamento em sete anos, desde El dorado (2017), e possui colaborações com artistas como Cardi B, Bizarrap, Rauw Alejandro, Ozuna, Karol G e Tiësto.

## Antecedentes
Las mujeres ya no lloran é um reflexo da transformação pela qual Shakira passou desde o lançamento de seu último álbum. A cantora descreve o processo criativo do disco como "alquímico". Enquanto ela escrevia canções, ela "se reconstruía"; cantá-las transformou suas lágrimas "em diamantes" e sua "vulnerabilidade em força". O título do álbum é uma letra retirada de sua colaboração com o produtor argentino Bizarrap. Em 15 de fevereiro de 2024, a colombiana usou suas redes sociais para anunciar o projeto e disponibilizá-lo para pré-venda. O trabalho conta com 16 faixas, incluindo os singles "Acróstico", "Monotonía", "Te felicito", "Copa vacía", "El jefe" e também "Shakira: Bzrp Music Sessions, Vol. 53" e "TQG".

## Lista de faixas
| N.º            | Título                                                                  | Letras                                                  | Música | Produtor(es)                        | Duração |  |
| 1.             | "Puntería" (com Cardi B)                                                |                                                         | |                                     | 3:01    |  |
| 2.             | "La fuerte" (com Bizarrap)                                              |                                                         | |                                     | 2:44    |  |
| 3.             | "Tiempo sin verte"                                                      |                                                         | |                                     | 3:16    |  |
| 4.             | "Cohete" (com Rauw Alejandro)                                           |                                                         | |                                     | 2:52    |  |
| 5.             | "Entre paréntesis" (com Grupo Frontera)                                 |                                                         | |                                     | 2:48    |  |
| 6.             | "Cómo dónde y cuándo"                                                   |                                                         | |                                     |         |  |
| 7.             | "Nassau"                                                                |                                                         | |                                     | 2:36    |  |
| 8.             | "Última"                                                                |                                                         | |                                     | 2:58    |  |
| 9.             | "Te felicito" (com Rauw Alejandro)                                      | Kevyn Mauricio Cruz Raúl Alejandro Ocasio Ruiz          | Shakira Cruz Albert Hype Ily Wonder Golden Mindz                                                             | Shakira Keityn Hype Wonder Lexus    | 2:52    |  |
| 10.            | "Monotonía" (com Ozuna)                                                 | Cruz                                                    | Shakira Juan Carlos Ozuna Rosado Hype Alejandro Robledo Valencia Cristian Camilo Alvarez Cruz Sergio Robledo | Shakira Keityn Albert Hype Ciey Nup | 2:41    |  |
| 11.            | "Shakira: Bzrp Music Sessions, Vol. 53" (com Bizarrap)                  | Shakira Cruz                                            | Gonzalo Julián Conde Shakira Cruz Santiago Alvarado                                                          | Bizarrap                            | 3:37    |  |
| 12.            | "TQG" (com Karol G)                                                     | Carolina Giraldo Shakira Cruz                           | Daniel Echavarría                                                                                            | Ovy on the Drums                    | 3:19    |  |
| 13.            | "Acróstico" (com Milán e Sasha)                                         | Shakira Keityn                                          | Luis Fernando Ochoa Lenin Yorney Palacios                                                                    | Shakira Lexus                       | 2:51    |  |
| 14.            | "Copa vacía" (com Manuel Turizo)                                        | Carolina Isabel Colón Juarbe Daniela Blau Manuel Turizo | Shakira Dallas James Koehke Juan Diego Medina Veléz Julián Turizo Zapata Miguel Andrés Martinez Perea        | Shakira DallasK Lexuz Hype Slow     | 2:54    |  |
| 15.            | "El jefe" (com Fuerza Regida)                                           | Shakira Cruz                                            | Cruz Edgar Barrera Manuel Lorente Freiré                                                                     | Shakira Barrera Keityn              | 2:50    |  |
| 16.            | "Shakira: Bzrp Music Sessions, Vol. 53" (remix de Tiësto; com Bizarrap) |                                                         | |                                     | 3:36    |  |
| 17.            | "Puntería" (versão em espanhol; com Cardi B)                            |                                                         | |                                     | 3:09    |  |
| Duração total: | Duração total:                                                          | Duração total:                                          | Duração total:                                                                                               | Duração total:                      | 51:13   |  |

## Histórico de lançamento
| Região | Data                | Formato(s)                          | Edição | Gravadora  | Ref.  |
| ------ | ------------------- | ----------------------------------- | ------ | ---------- | ----- |
| Vários | 22 de março de 2024 | CD vinil download digital streaming | Padrão | Sony Latin | [ 6 ] |